# Sticta sayeri
Sticta sayeri är en lavart som beskrevs av Müll. Arg. Sticta sayeri ingår i släktet Sticta och familjen Lobariaceae.   Inga underarter finns listade i Catalogue of Life.